# سكارليت ستيفنز
سكارليت ستيفنز (بالإنجليزية: Scarlett Stevens)‏ هي موسيقية أسترالية، ولدت في 13 نوفمبر 1992 في فريمانتل في أستراليا.